# Hyboserica truncatipennis
Hyboserica truncatipennis är en skalbaggsart som beskrevs av Moser 1915. Hyboserica truncatipennis ingår i släktet Hyboserica och familjen Melolonthidae. Inga underarter finns listade i Catalogue of Life.